# METAP1
METAP1 (англ. Methionyl aminopeptidase 1) – білок, який кодується однойменним геном, розташованим у людей на короткому плечі 4-ї хромосоми.  Довжина поліпептидного ланцюга білка становить 386 амінокислот, а молекулярна маса — 43 215.
| 10         |  | 20         |  | 30         |  | 40         |  | 50         |
| ---------- |  | ---------- |  | ---------- |  | ---------- |  | ---------- |
| MAAVETRVCE |  | TDGCSSEAKL |  | QCPTCIKLGI |  | QGSYFCSQEC |  | FKGSWATHKL |
| LHKKAKDEKA |  | KREVSSWTVE |  | GDINTDPWAG |  | YRYTGKLRPH |  | YPLMPTRPVP |
| SYIQRPDYAD |  | HPLGMSESEQ |  | ALKGTSQIKL |  | LSSEDIEGMR |  | LVCRLAREVL |
| DVAAGMIKPG |  | VTTEEIDHAV |  | HLACIARNCY |  | PSPLNYYNFP |  | KSCCTSVNEV |
| ICHGIPDRRP |  | LQEGDIVNVD |  | ITLYRNGYHG |  | DLNETFFVGE |  | VDDGARKLVQ |
| TTYECLMQAI |  | DAVKPGVRYR |  | ELGNIIQKHA |  | QANGFSVVRS |  | YCGHGIHKLF |
| HTAPNVPHYA |  | KNKAVGVMKS |  | GHVFTIEPMI |  | CEGGWQDETW |  | PDGWTAVTRD |
| GKRSAQFEHT |  | LLVTDTGCEI |  | LTRRLDSARP |  | HFMSQF     |  |            |

A: Аланін

C: Цистеїн

D: Аспарагінова кислота

E: Глутамінова кислота

F: Фенілаланін

G: Гліцин

H: Гістидин

I: Ізолейцин

K: Лізин

L: Лейцин

M: Метіонін

N: Аспарагін

P: Пролін

Q: Глутамін

R: Аргінін

S: Серин

T: Треонін

V: Валін

W: Триптофан

Кодований геном білок за функціями належить до гідролаз, протеаз, амінопептидаз. 
Задіяний у такому біологічному процесі як ацетиляція. 
Білок має сайт для зв'язування з іонами металів. 
Локалізований у цитоплазмі.